# مدير تنفيذي

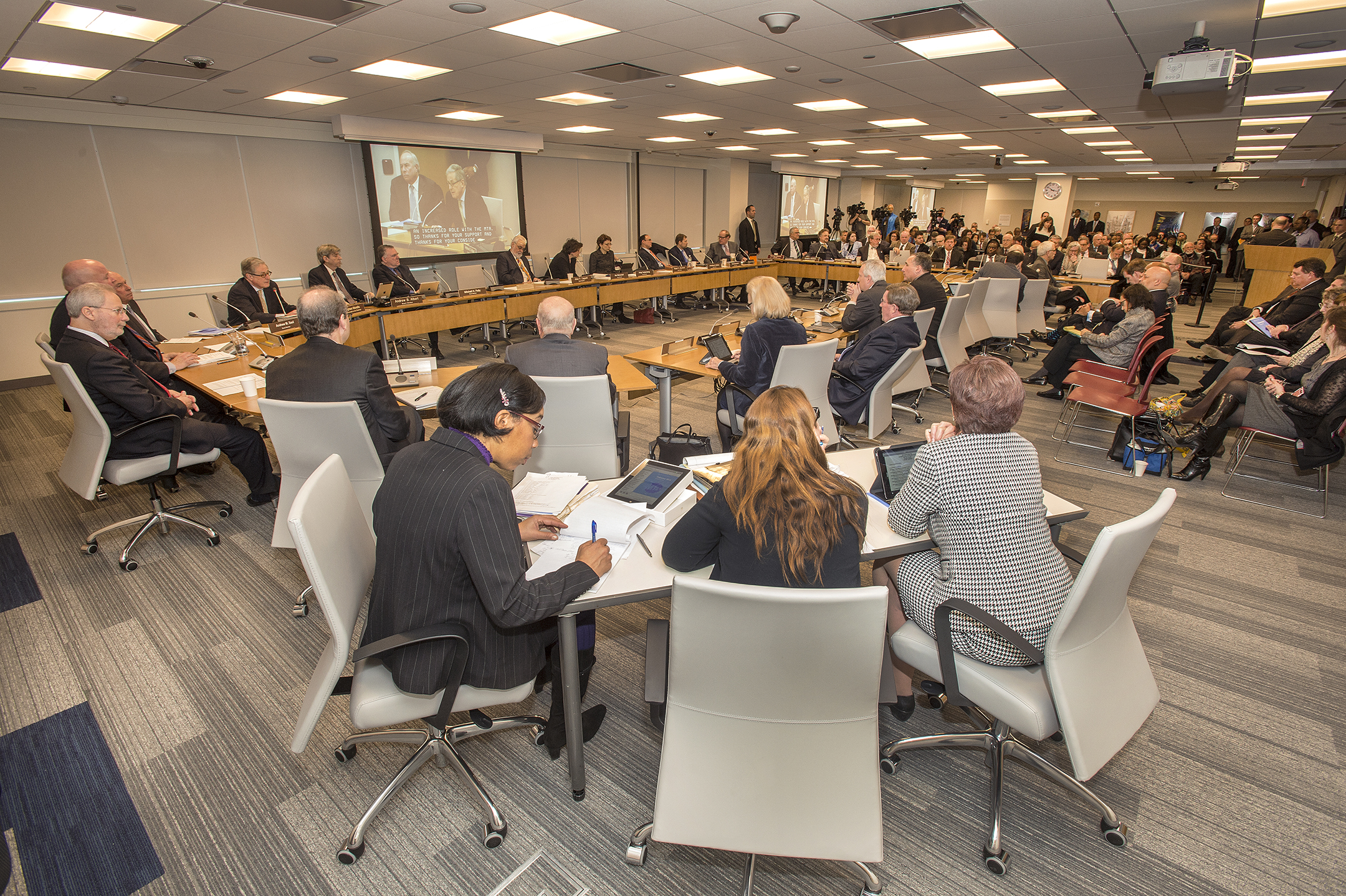
المدير التنفيذي Executive director هو المدير الأعلى أو التنفيذي للمنظمة، للشركة أو المؤسسة. ويقوم بالتخطيط والتنظيم والتنسيق والمراقبة لكل ما يتعلق بالإدارة الداخلية للشركة، فهو يشارك في تحديد سياستها ويشرف ويدير كل ما له علاقة بالعمل.

المدير التنفيذي (بالإنجليزية: Executive director)‏ هو المدير الأعلى أو التنفيذي للمنظمة، للشركة أو المؤسسة. ويقوم بالتخطيط والتنظيم والتنسيق والمراقبة لكل ما يتعلق بالإدارة الداخلية للشركة، فهو يشارك في تحديد سياستها ويشرف ويدير كل ما له علاقة بالعمل. كما يعمل على مراجعة التقارير التي ترد إلى قسم الإدارة ويشرف على عملية تحليلها، إضافة إلى دراسة المشاكل التي تبرز ويقوم بوضع الحلول. يباشر الإشراف الفني والإداري على الموظفين ويعمل على رفع كفاءتهم، ويراعي تطبيق تعليمات السلامة والصحة المهنية.